# Fuktmattvävare
Fuktmattvävare (Bathyphantes parvulus) är en spindelart som först beskrevs av Westring 1851.  Fuktmattvävare ingår i släktet Bathyphantes och familjen täckvävarspindlar. Arten är reproducerande i Sverige. Inga underarter finns listade i Catalogue of Life.